# C1-Schiff
Der C1-Stückgutschiffstyp, oder einfach C1-Frachter, war ein Serienfrachtschiffstyp, der während des Zweiten Weltkriegs auf verschiedenen Werften in den Vereinigten Staaten gebaut wurde. Der Schiffstyp entstand von 1940 bis 1945 in 173 Einheiten.

## Geschichte
Der Ende der 1930er Jahre konstruierte C1-Frachter entstammte der United States Maritime Commission (MARCOM). Die US-Behörde MARCOM stellte den Werften, Schiffbauingenieuren und Reedereien zunächst einen Grundentwurf vor. Mit einer Reihe von eingebrachten Verbesserungsvorschlägen stellte der fertige Entwurf schließlich einen verhältnismäßig schnellen und im Bunkerverbrauch wirtschaftlichen Schiffstyp mit guter Schiffsstabilität dar, der sich im Kriegsfall auch gut als Hilfsschiff verwenden ließ. Durch die Standardisierung des Entwurfs und der verbauten Komponenten konnte ein günstiger Baupreis erzielt werden, welcher insbesondere im Zusammenhang mit den gewährten staatlichen Beihilfen für die Betreiber, mit vergleichbaren Entwürfen anderer Schiffbauländer konkurrieren konnte.
Die Basisentwürfe C1-A und C1-B hatten jeweils eine Länge von etwas über 125 Metern, eine Breite von 18,30 Meter und eine Seitenhöhe von 11,40 Meter, wobei der B-Typ tiefer abgeladen werden konnte. Der später hinzugekommene C1-M-Entwurf war für Zubringerverkehre gedacht und besaß daher geringere Abmessungen und einen geringeren Tiefgang.
Die nautische Ausstattung umfasste einen Kreiselkompass. Angetrieben wurden die verschiedenen C1-Schiffstypen durch Dieselmotoren, oder Dampfturbine.
Während des Zweiten Weltkriegs wurde eine große Anzahl von C1-Frachtern von der US Navy eingesetzt. Als kommerziell eingesetzte Frachtschiffe wurden die C1-Typen bis in die 1970er Jahre benutzt.

## Typenübersicht
Die C1-Schiffe gliedern sich in drei Hauptbaureihen: C1-A, C1-B und C1-M. Den Typen C1-A und C1-B lag ein grundsätzlich gleicher Entwurf mit leicht achter mittschiffs angeordneten Aufbauten zugrunde, wobei der Typ C1-A als Schutzdecker und der Typ C1-B als Volldecker ausgeführt waren. Der Typ C1-M stellte eigentlich einen eigenen Entwurf dar, er war kleiner und besaß einen achtern angebrachten Aufbau.

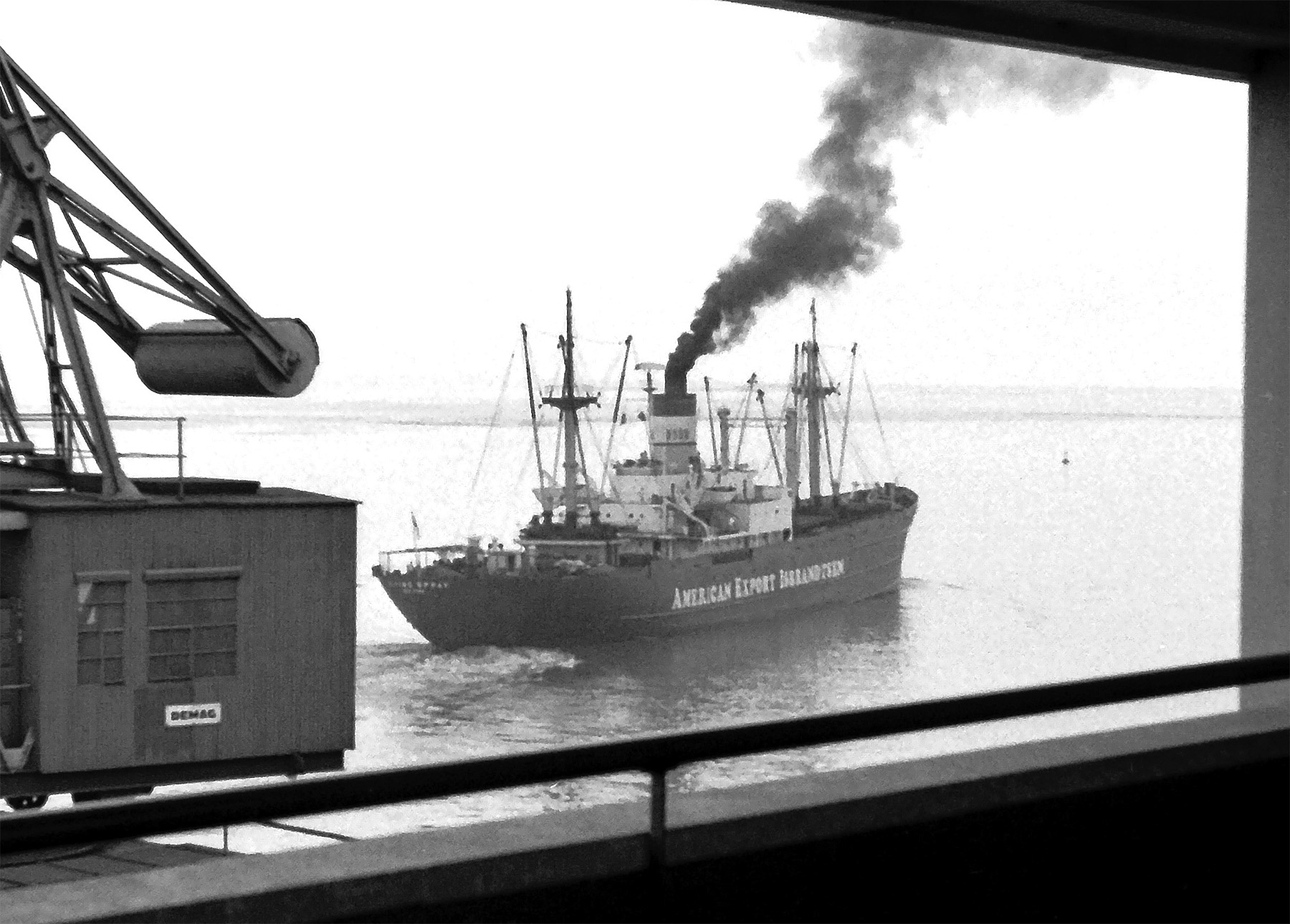
C1-A-Frachter Flying Spray (1965)

### C1-A
Der Grundentwurf war ein Schutzdeckschiff mit sehr leicht konstruierter offener Oberdecksstruktur. Der ab 1939 gefertigte Typ erhielt meist einen Dieselantrieb mit 4.000 PS. Einige der dieselgetriebenen Schiffe verfügten über zwei Nordberg-Sulzer Zweitaktmotoren, die über Magnetkupplungen und Reduziergetriebe auf den Propeller wirkten. Es wurden aber auch neunzehn C1-A-Schiffe mit Getriebeturbinen gebaut. Eine Reihe von C1-A-Schiffen wurde für den Einsatz bei der US-Navy umgerüstet.
Pennsylvania Shipyards in Beaumont, Texas baute 46 C1-A-Frachter, weitere neunzehn entstanden bei der Werft Pusey and Jones in Wilmington, Delaware.
Die Namen der C1-A-Frachter begannen alle mit „Cape“.

### C1-B

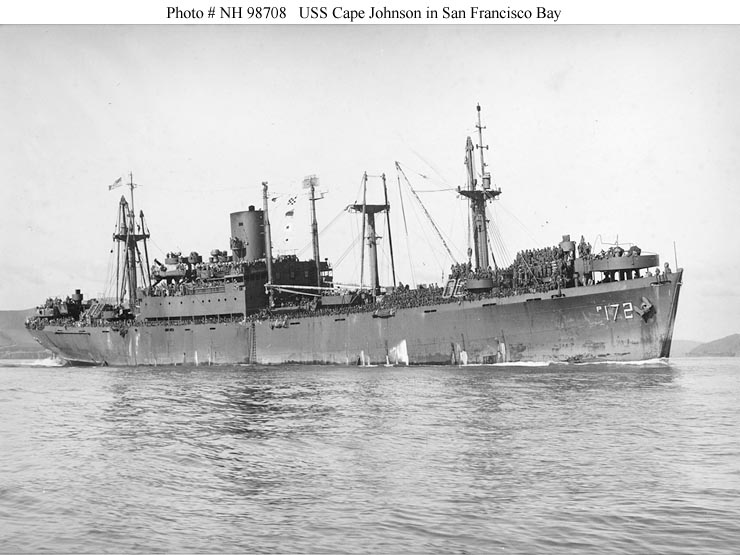
Die USS Cape Johnson (AP-172), nach der das Cape-Johnson-Tief im Philippinengraben benannt ist

Der Entwurf des Typs C1-B unterschied sich vom C1-A in der Hauptsache durch seine Konstruktion als Volldecker mit drei Decks sowie durch seine bessere Ausstattung mit Ladegeschirr. Der ab 1940 gefertigte Typ erhielt meist einen Getriebeturbinenantrieb. Es wurden aber auch zehn C1-B-Schiffe mit Dieselmotor gebaut. Der aus dem C1-B abgeleitete Truppentransporter C1-S-AY1 wurde im Lend-Lease-Verfahren für Großbritannien gebaut, des Weiteren wurden auch einige C1-B-Schiffe für den Einsatz bei der US-Navy umgerüstet.
Der Typ C1-B entstand bei sechs Werften, der Hauptteil hiervon bei der Consolidated Steel Corporation im kalifornischen Wilmington, den Subtyp C1-S-AY1 baute die Werft Albina Engine & Machine Works in Portland, Oregon.
Die Namen der C1-B-Frachter begannen normalerweise mit „Cape“, es wurden jedoch auch einige Schiffe bestimmter Reedereien mit anderen Namen gebaut. Die C1-S-AY1-Truppentransporter erhielten zweiteilige Namen, die mit „Empire“ begannen.
Weit bekannt wurde das C1-B-Schiff Flying Enterprise, welches am 10. Januar 1952 nach mehrwöchigen Rettungsbemühungen im Ärmelkanal sank.

### C1-M

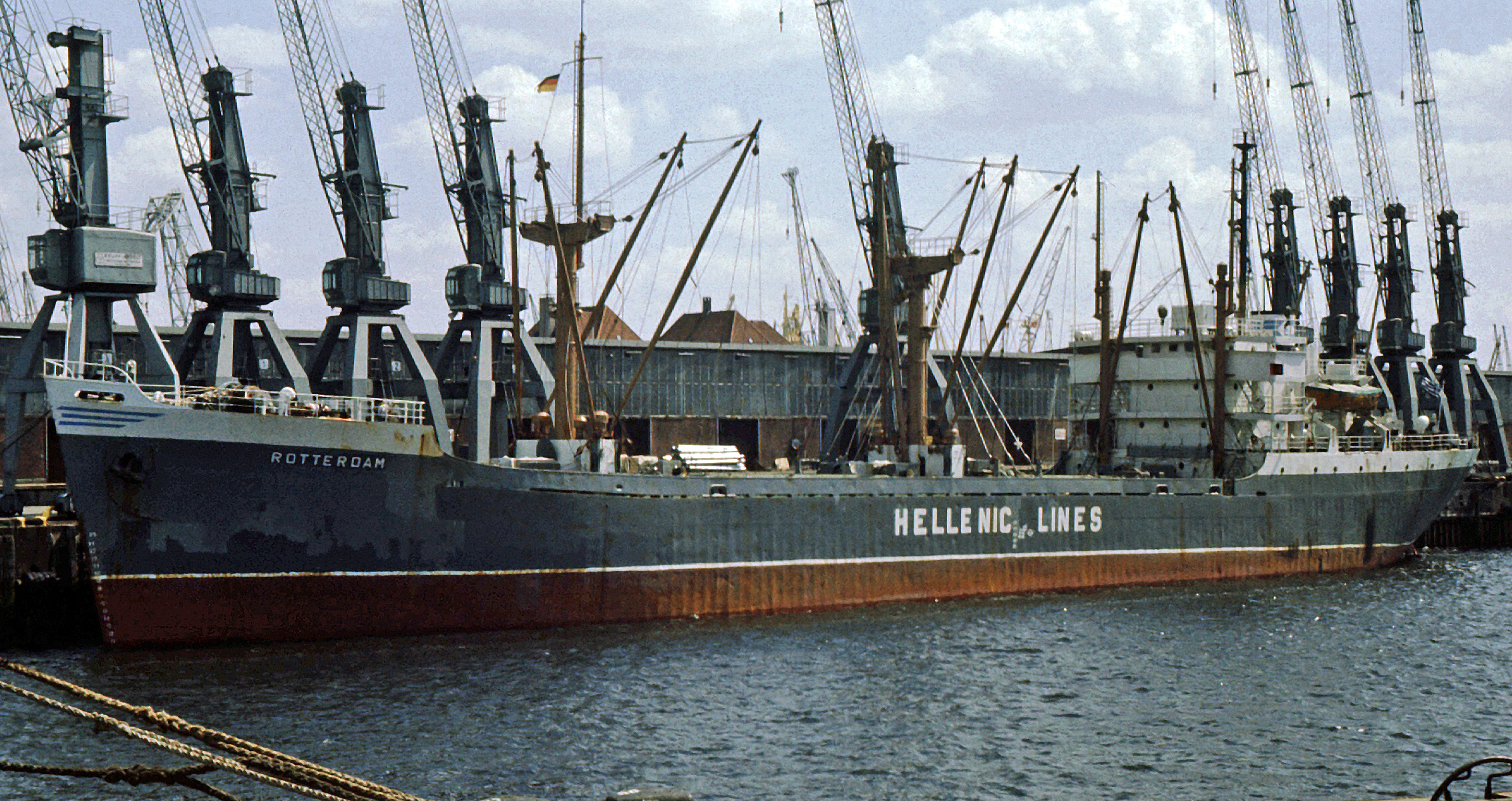
Die 1945 gebaute Coastal Captain (Typ C1-M-AV1) fuhr als Rotterdam bis 1981

Der C1-M-Typ stellte einen eigenen Entwurf für Kurzstrecken, Küsten- und Inseldienste dar. Er besaß insgesamt kleinere Abmessungen und war für einen geringeren Tiefgang konstruiert, um auch kleinere Anlegestellen anlaufen zu können. Seine Aufbauten waren achtern angeordnet.
Die am häufigsten gebaute Unterart des C1-M war der C1-M-AV1, der mit Diesel oder Turbinenantrieb hergestellt wurde. Rund ein Viertel der 215 gebauten C1-M-AV1-Einheiten wurde bei der Consolidated Steel Corporation auf Kiel gelegt, der Rest entstand bei neun weiteren Werften. Etwa 65 C1-M-AV1-Schiffe wurden für den Einsatz bei der US-Navy gebaut. Die Namen der C1-M-AV1-Frachter waren zweiteilig und endeten auf „Knot“ oder begannen mit „Coastal“.
Ein Einzelschiff blieb die Coastal Liberator der Bauart C1-ME-AV6. Sie besaß einen 2200-PS-Dieselmotor statt einer Turbine.
Auch die Doppelschrauben-Holzfrachter der Bauart C1-MT-BU1 entstanden in nur vier Einheiten. Sie erhielten Namen von US-Staaten, gefolgt von der Endung „Tree“.
Vom mit einer Verstellpropelleranlage ausgerüsteten Typ C1-M-AV8 war ursprünglich nur ein Schiff geplant, es wurden aber fünf weitere C1-M-AV1-Schiffe für den Einsatz in Frankreich umgerüstet.
| Type                                   | C1-A Schutzdecker | C1-B Volldecker | C1-M      |
| -------------------------------------- | ----------------- | --------------- | --------- |
| Länge über Alles                       | 125,6 m           | 127,3 m         | 103,2 m   |
| Breite                                 | 18,3 m            | 18,3 m          | 15,2 m    |
| Seitenhöhe                             | 11,4 m            | 11,4 m          | 8,8 m     |
| Tiefgang                               | 7,2 m             | 8,4 m           | 5,5 m     |
| Rauminhalt                             | 5028 BRT          | 6750 BRT        | 3805 BRT  |
| Tragfähigkeit, Getriebeturbinenantrieb | 6240 tons         | 7815 tons       | -         |
| Tragfähigkeit, Dieselantrieb           | 6440 tons         | 8015 tons       | 5032 tons |
| Geschwindigkeit                        | 14 Knoten         | 14 Knoten       | 11 Knoten |
| Leistung                               | 3000 kW           | 3000 kW         | 1300 kW   |